# Corredor de Transporte Metropolitano Itapevi–Butantã

|-
O Corredor de Transporte Metropolitano Itapevi – São Paulo (Butantã), de 33 Km de extensão, inicia a partir do Terminal Itapevi, junto à Estação da ViaMobilidade, em Itapevi, e segue até a Estação Butantã do Metrô (Linha 4–Amarela), na capital paulista. O projeto abrange os municípios de Itapevi, Jandira, Barueri, Carapicuíba, Osasco e  São Paulo que, juntos, somam cerca de 13 milhões de habitantes.
Em sua primeira fase construção do novo viário entre Itapevi e Jandira, de aproximadamente 5 Km, fará a interligação das Estações da CPTM Itapevi, Engenheiro Cardoso, Sagrado Coração e Jandira. A obra inclui a implantação do Terminal Itapevi, estações de transferência, viaduto e passarelas.

## História
A região foi interligada através da Estrada velha de Itu, utilizada por tropeiros para viagens entre São Paulo, a Aldeia de Carapicuíba, Santana de Parnaíba, Sorocaba (cuja feira era a maior do interior) e Itu. Ao longo do século XIX diversas mudanças ocorreram, impulsionadas pela implantação da Estrada de Ferro Sorocabana em 1875. Com a chegada do automóvel ao Brasil, no início do século XX, estradas de rodagem foram construídas,  sendo que a velha estrada para Itu foi substituída por uma rodovia (atual SP 312) em 1 de maio de 1922. Essa rodovia acabou se tornando (ao lado da ferrovia Sorocabana e das futuras rodovias Castelo Branco e Raposo Tavares) um dos corredores de transporte que impulsionou o crescimento da região, sendo um dos pontos de adensamento da população que ali chegava.
Em 1934 surgem as primeiras linhas de ônibus regulares entre Carapicuíba e o Largo da Batata e a Lapa, que se tornam os principais centros regionais da região oeste da grande São Paulo. Nos próximos 30 anos ocorrem desmembramentos nos municípios de São Paulo, Santana de Parnaíba e Cotia, surgindo novas cidades: Itapevi (1949), Barueri (1949), Osasco (1962), Carapicuíba (1964) e Jandira (1964). As regiões semi-adensadas lindeiras do corredor, com pequenas casas intercaladas com grandes glebas desaparecem, dando lugar a empreendimentos comerciais e industriais, como por exemplo, o Matadouro do Km 21 (1914), Asilo Santa Terezinha (1923), fábrica Brown Boveri (1945), fábrica Osram (1955) e Hospital Cruzeiro do Sul (1968). Dessa forma, a rodovia SP 312 é desmembrada em várias avenidas dos novos municípios.
O transporte público até então é controlado pelo estado através de permissões, gerando dezenas de empresas e pequenos proprietários de veículos. Essa situação muda na década de 1970 com a criação da EMTU, que passa a regulamentar as linhas intermunicipais. Nessa mesma década surge o primeiro projeto de modernização desse corredor de transporte. A prefeitura de São Paulo sugere a implantação de um corredor de trólebus entre o Largo da Batata e Osasco. Apesar da obra não ter saído do papel, a EMTU continua planejando o corredor (agora chamado de Corredor Viário Oeste) ao longo dos anos 1980 e 1990.
Em 25 de fevereiro de 2023 foi inaugurado parte do segundo trecho do corredor, entre as paradas Arsenal de Guerra e Carapicuíba.

## Vias integrantes do Corredor
O Corredor é formado pelas seguintes vias:
| Via                                              | Cidade      | Inauguração original                    | Paradas | Status das obras do Corredor  |
| ------------------------------------------------ | ----------- | --------------------------------------- | ------- | ----------------------------- |
| Avenida Vital Brasil                             | São Paulo   | Maio de 1922                            | N/D     | Em estudos                    |
| Avenida Corifeu de Azevedo Marques               | São Paulo   | Maio de 1922                            | N/D     | Em estudos                    |
| Avenida dos Autonomistas                         | Osasco      | Maio de 1922                            | 11      | Em projeto                    |
| Avenida Desembargador Dr. Eduardo Cunha de Abreu | Carapicuíba | Maio de 1922                            | 3       | Em operação                   |
| Avenida Governador Mário Covas                   | Carapicuíba | Maio de 1922                            | 1       | Em operação                   |
| Avenida Deputado Emílio Carlos                   | Carapicuíba | Maio de 1922                            | 3       | Em operação                   |
| Avenida Marechal Rondon                          | Barueri     | Maio de 1922                            | 1       | Em operação                   |
| Rua Anhanguera                                   | Barueri     | Maio de 1922                            | 2       | Em obras                      |
| Estrada de Jandira                               | Barueri     | 1998                                    | 3       | Em obras                      |
| Avenida Municipal                                | Barueri     | Déc. 1950                               | 1       | Em obras                      |
| Avenida João Balhesteiro                         | Jandira     | Déc. 1950/março de 2018 (prolongamento) | 5       | Em obras (2)/ Em operação (3) |
| Rua Nelson Ferreira da Costa                     | Itapevi     | março de 2018                           | 4       | Em operação                   |

## Galeria

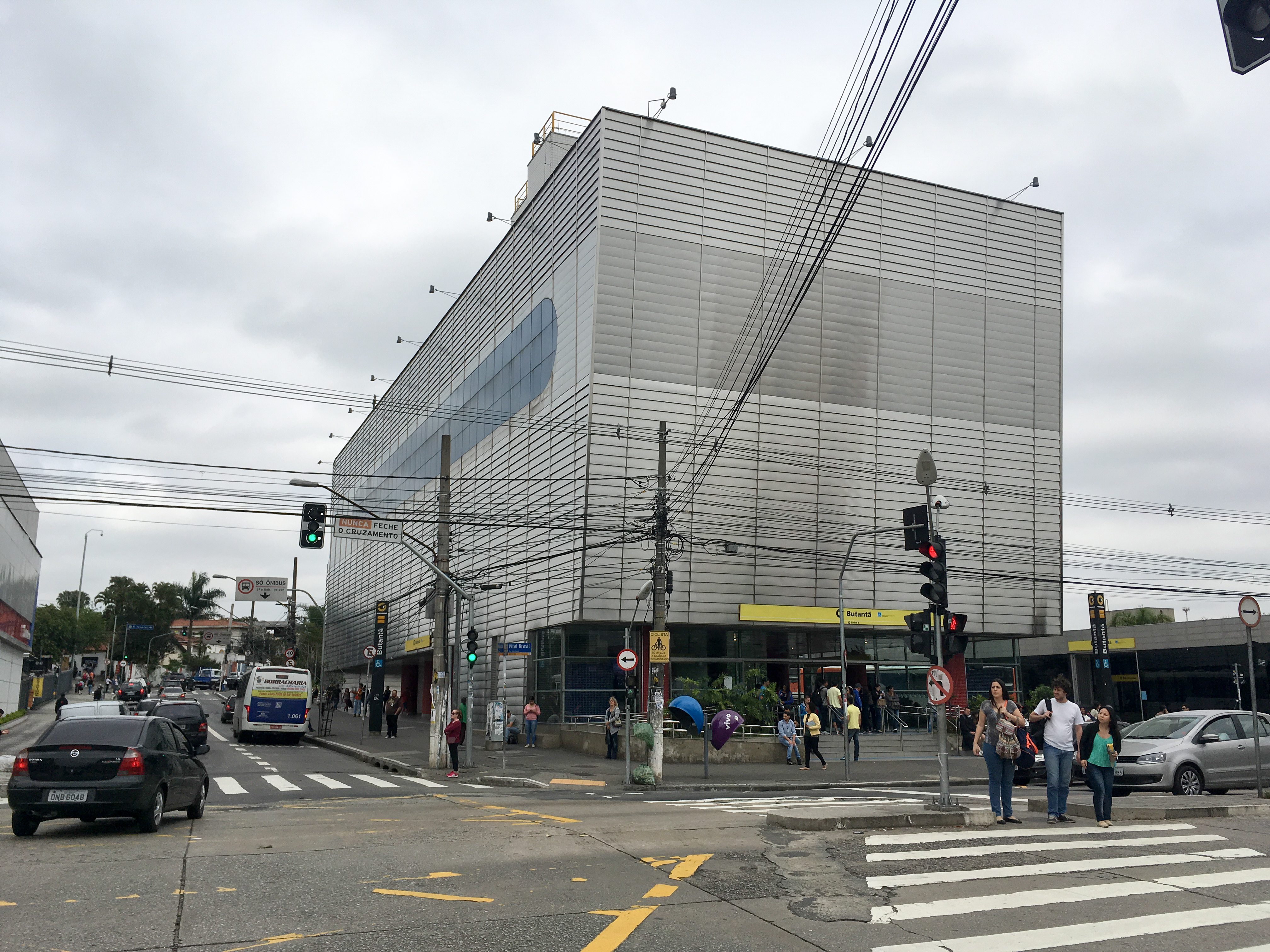
Terminal Butantã
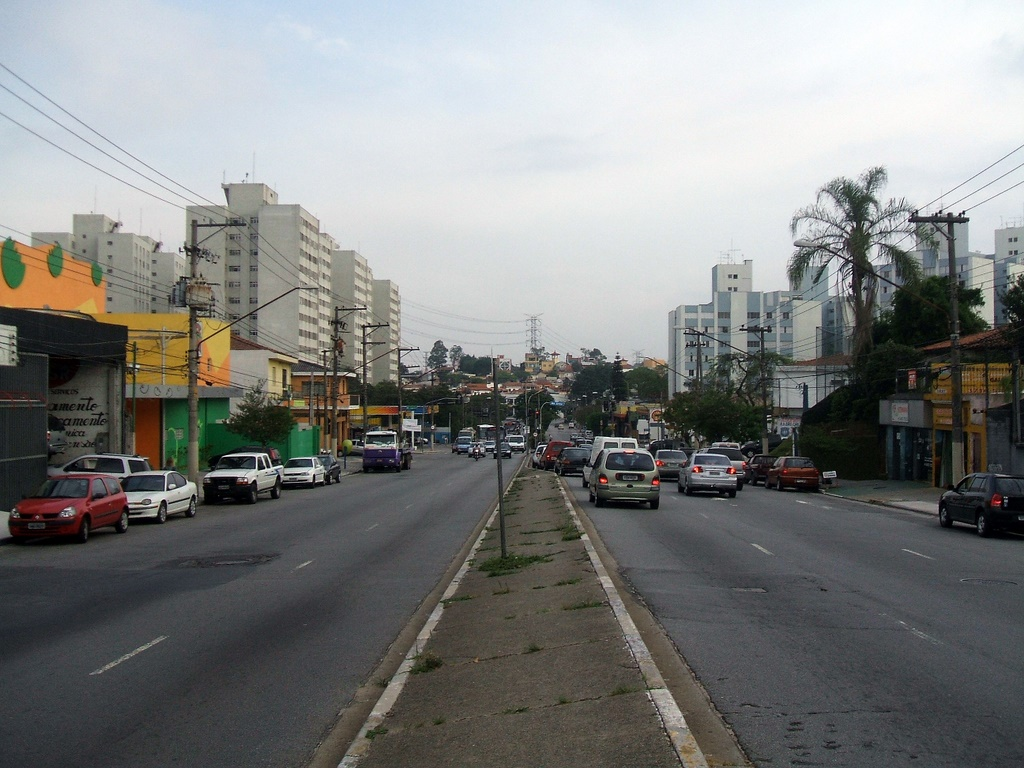
Avenida Corifeu de Azevedo Marques, São Paulo
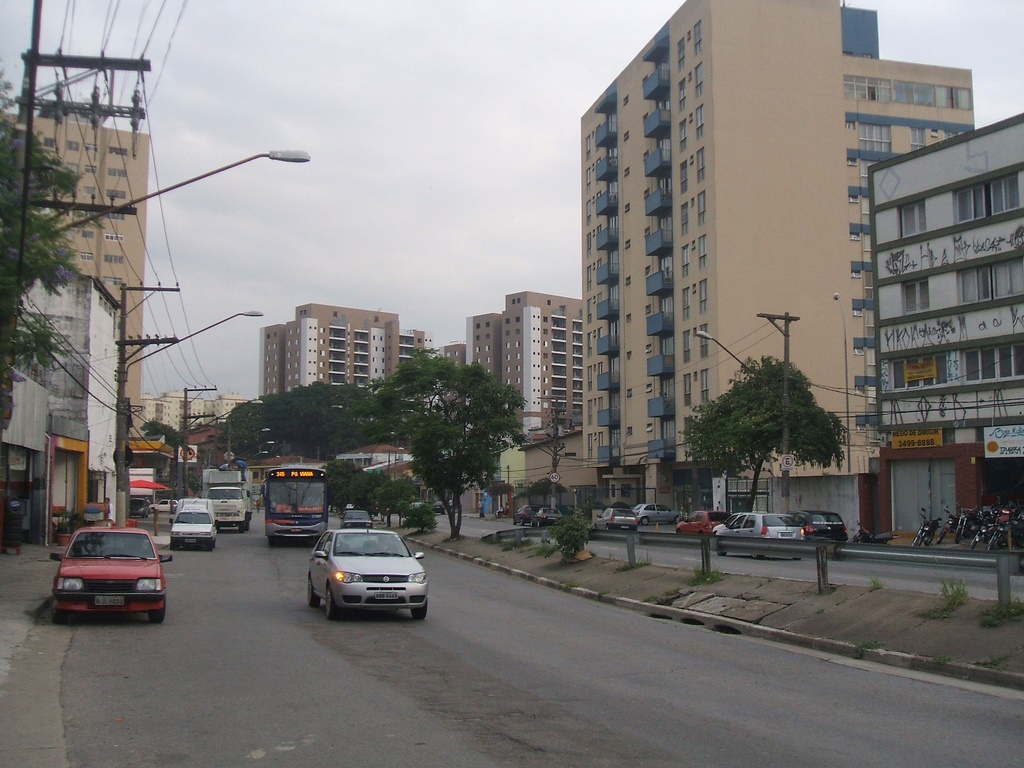
Linha Intermunicipal de Barueri na Avenida Corifeu
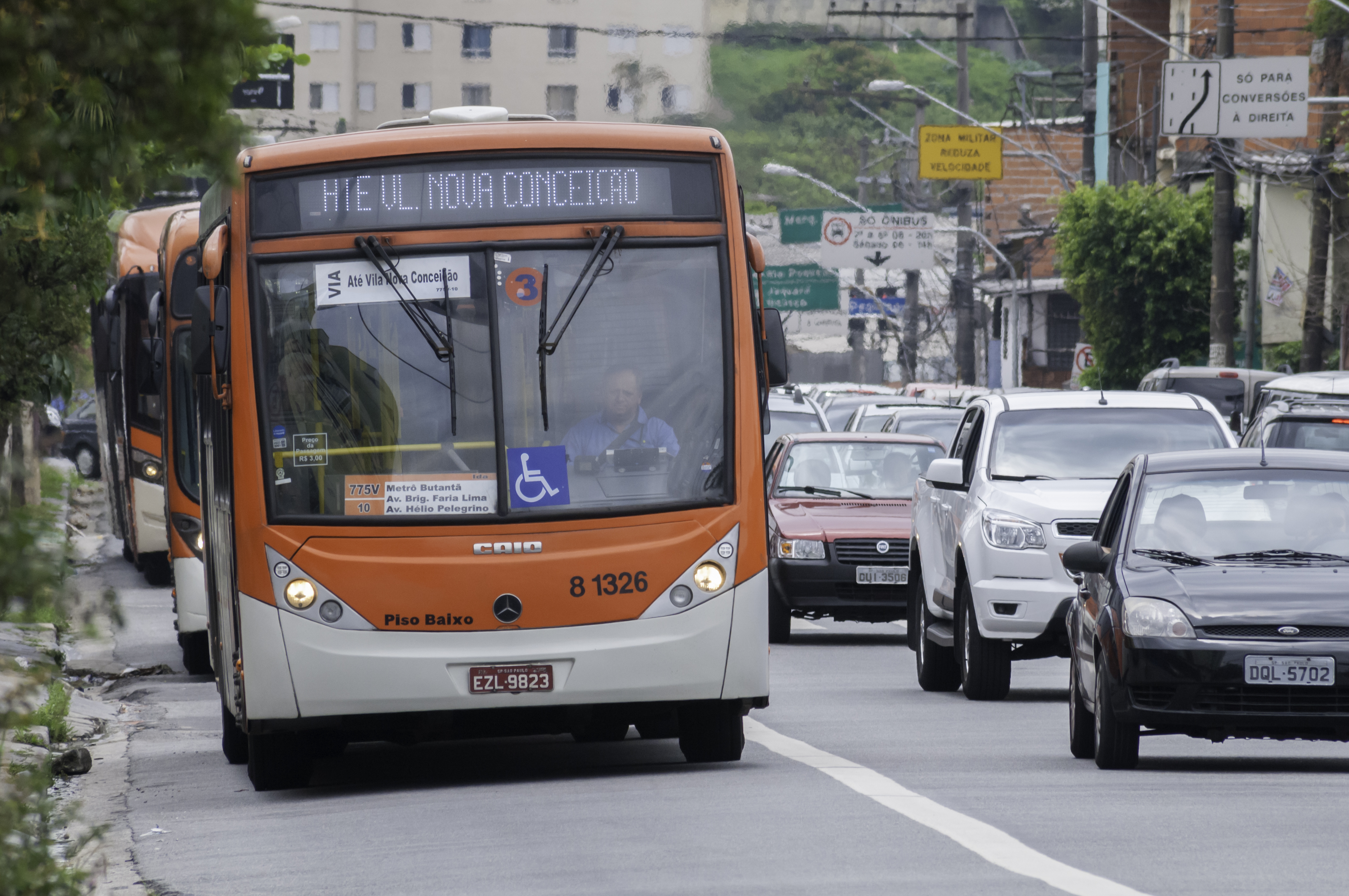
Linha Municipal de São Paulo na Avenida Corifeu
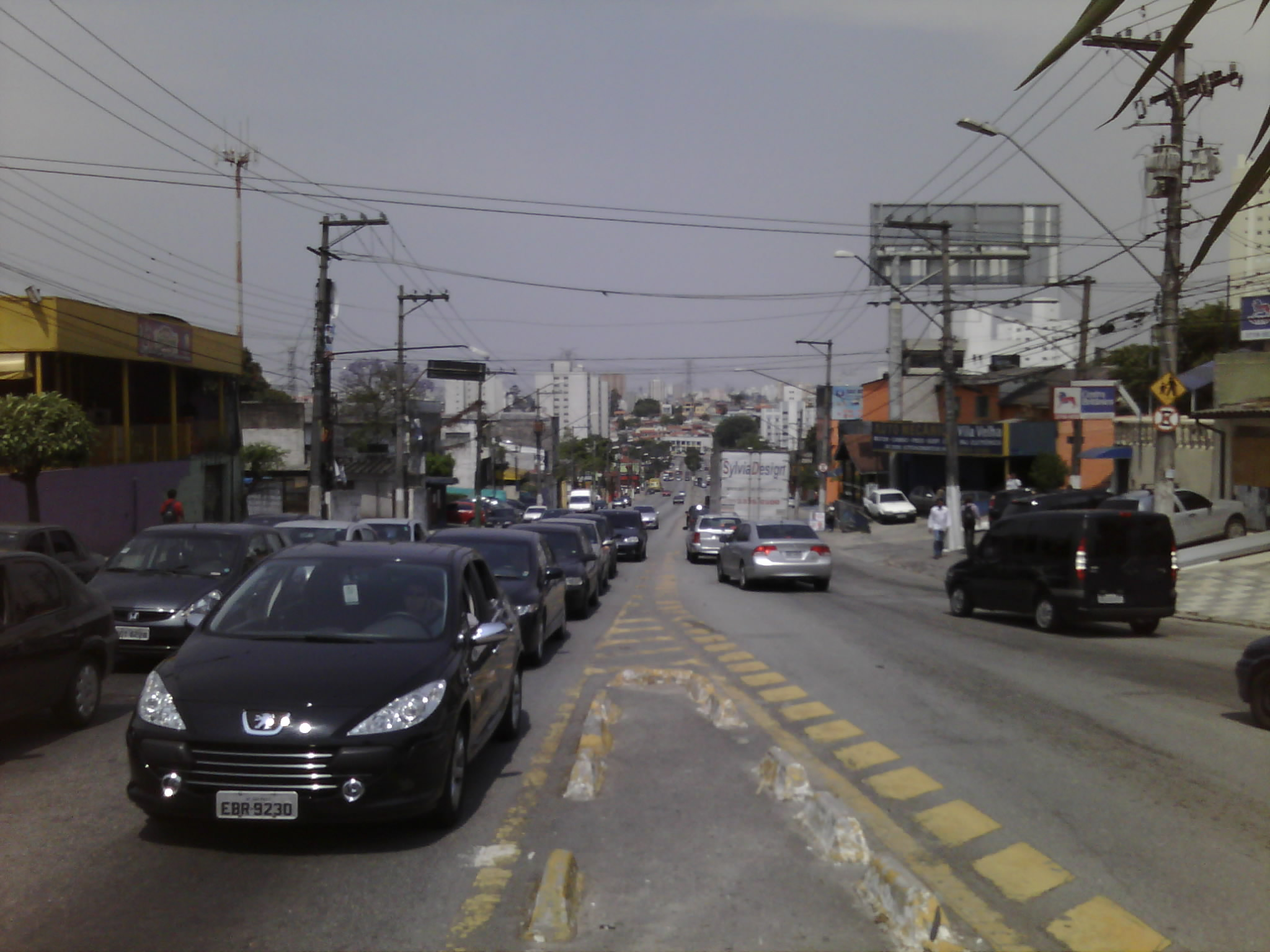
Divisa entre São Paulo e Osasco
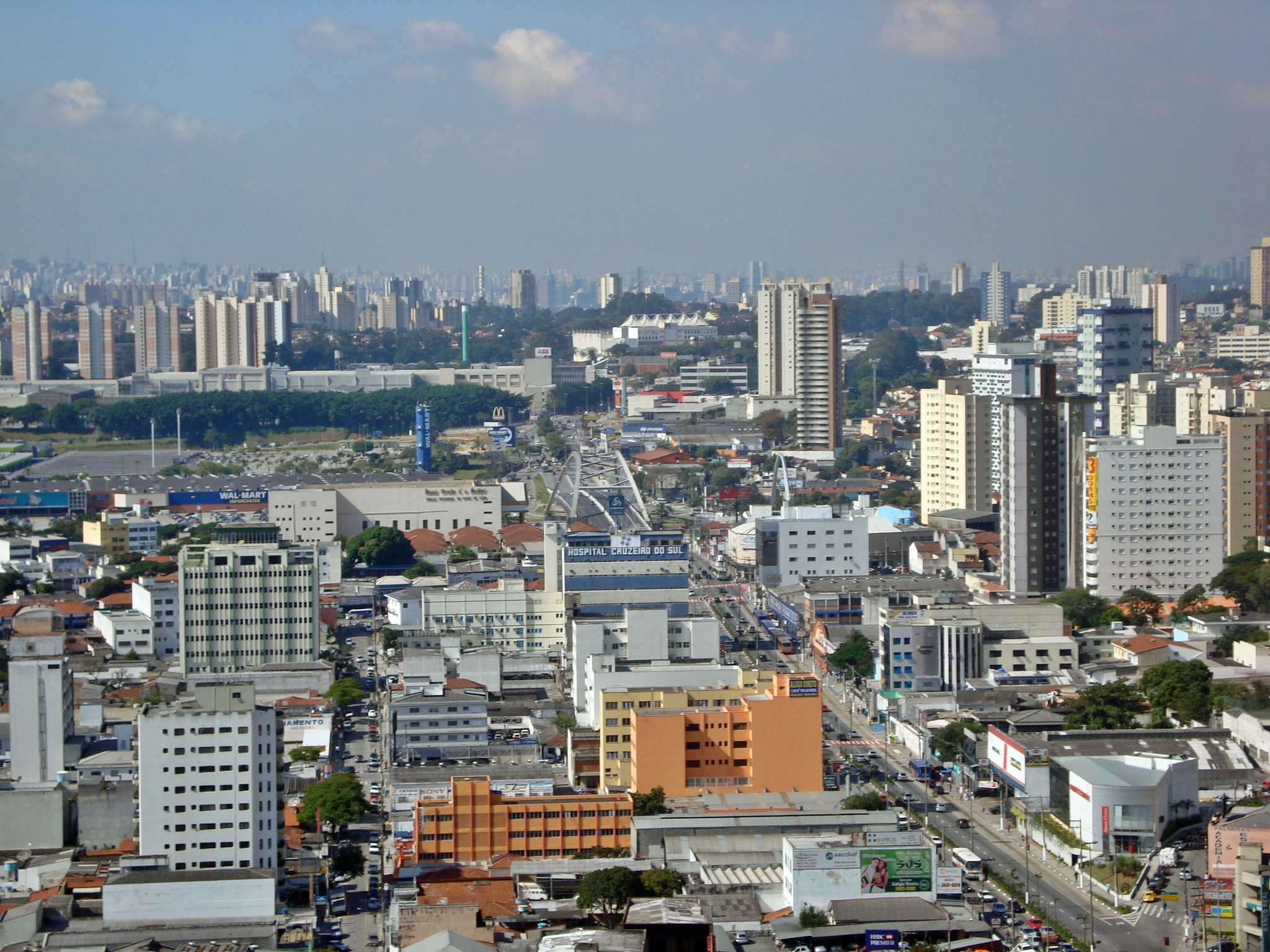
Vista da Avenida dos Autonomistas, Osasco, parte do corredor
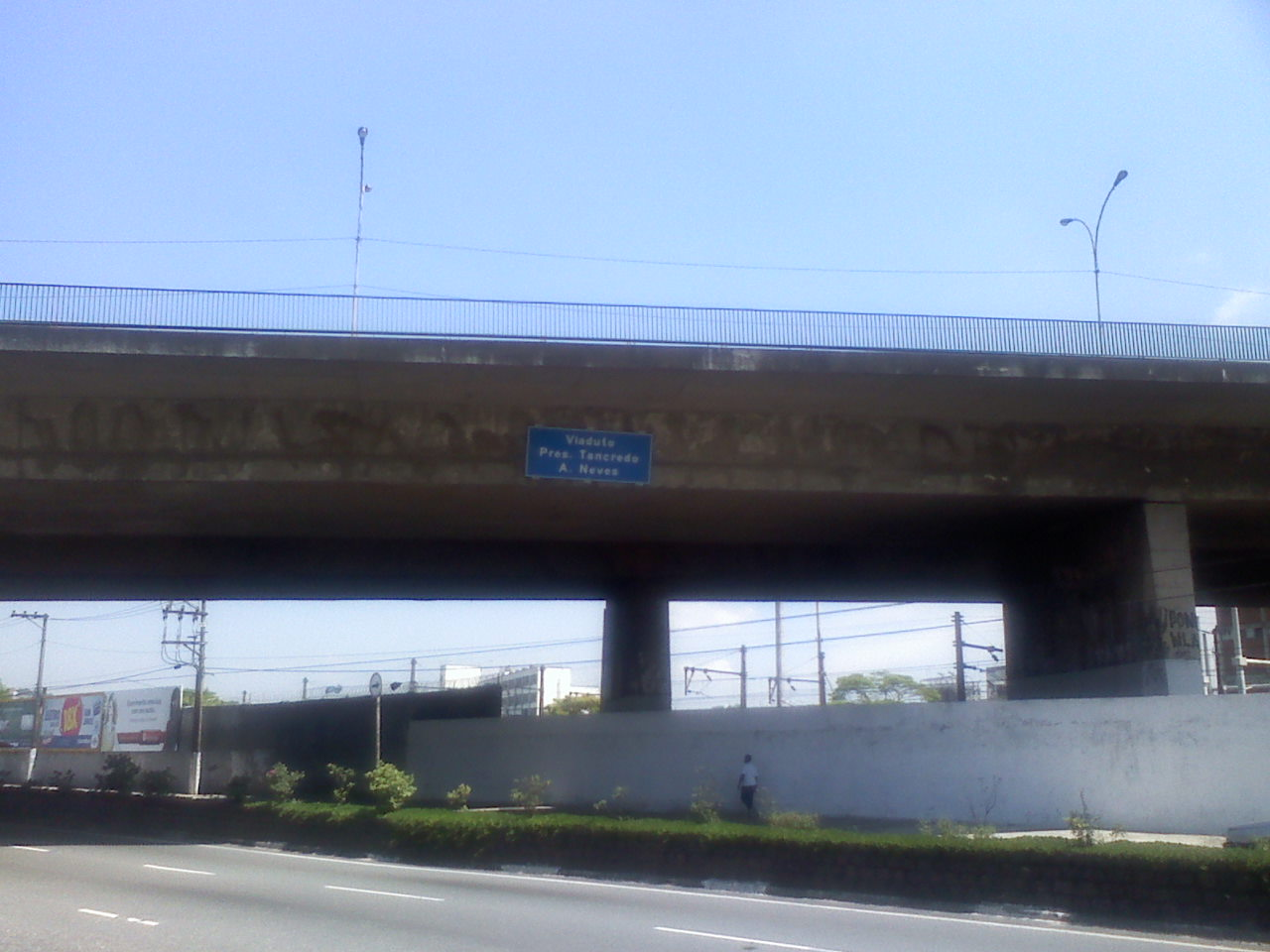
Vista do corredor sob o Viaduto Tancredo Neves, Osasco
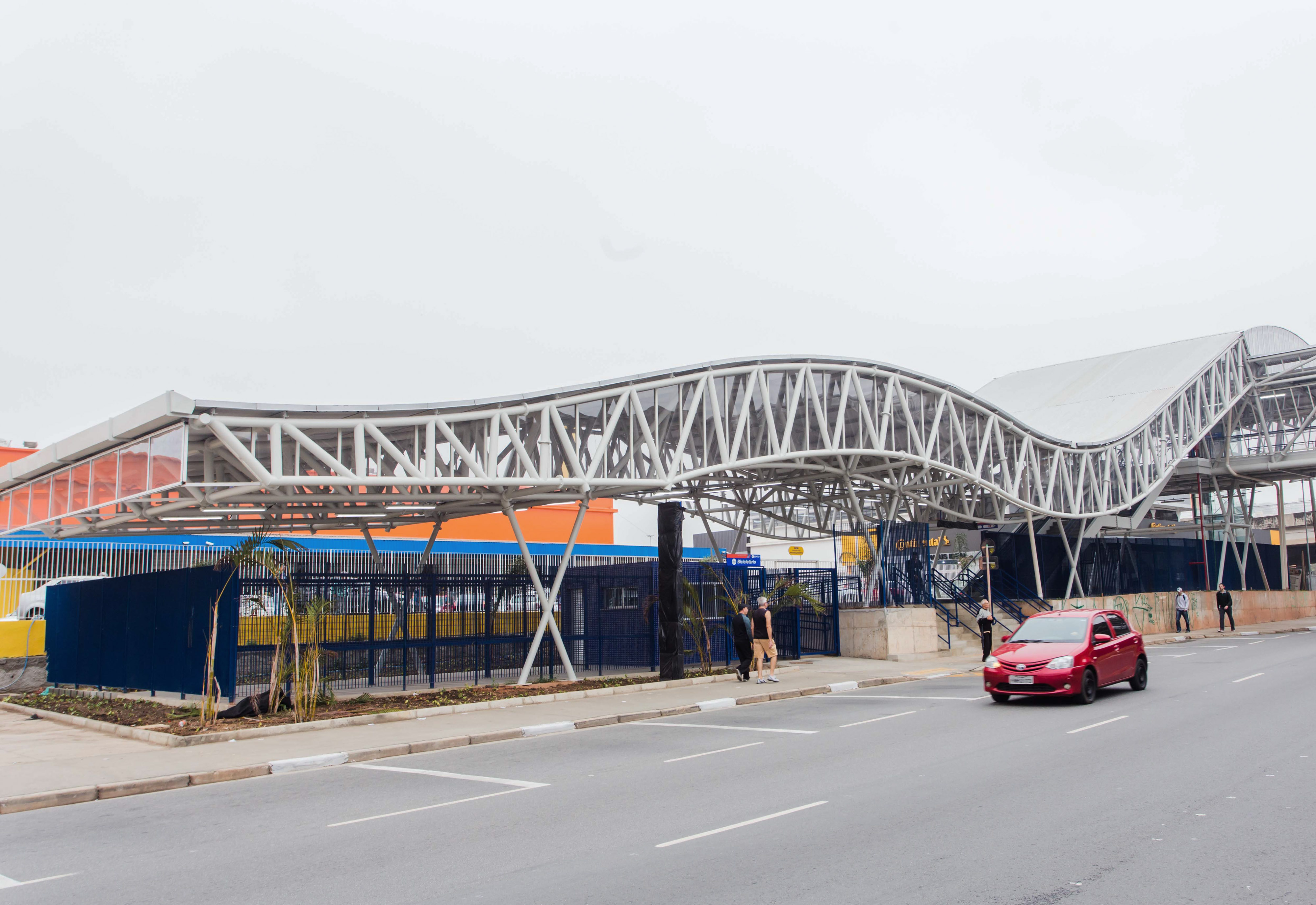
Acesso ao Terminal Km 21 na Avenida dos Autonomistas, divisa entre Osasco e Carapicuíba
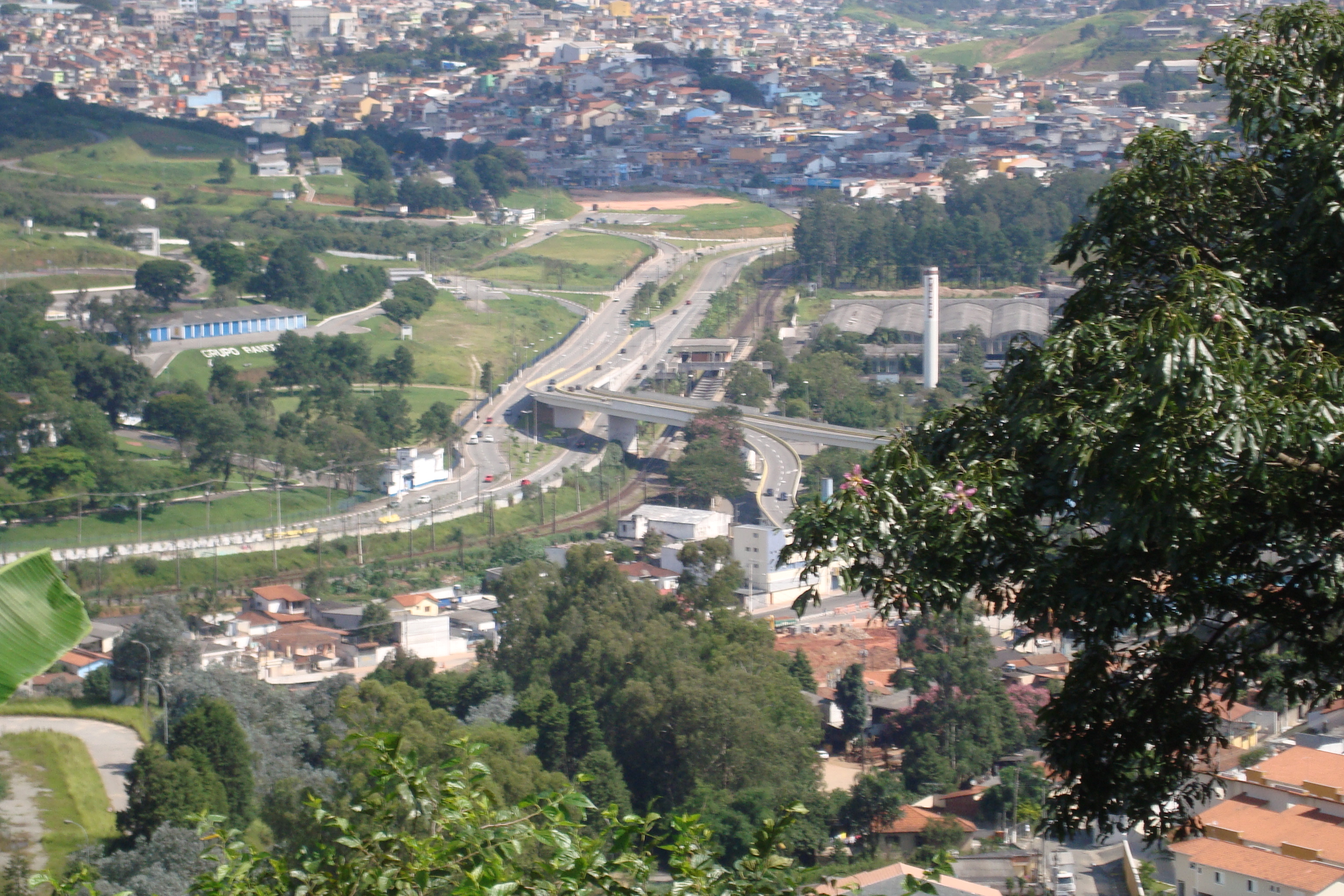
Vista do corredor no Jardim Belval, Barueri
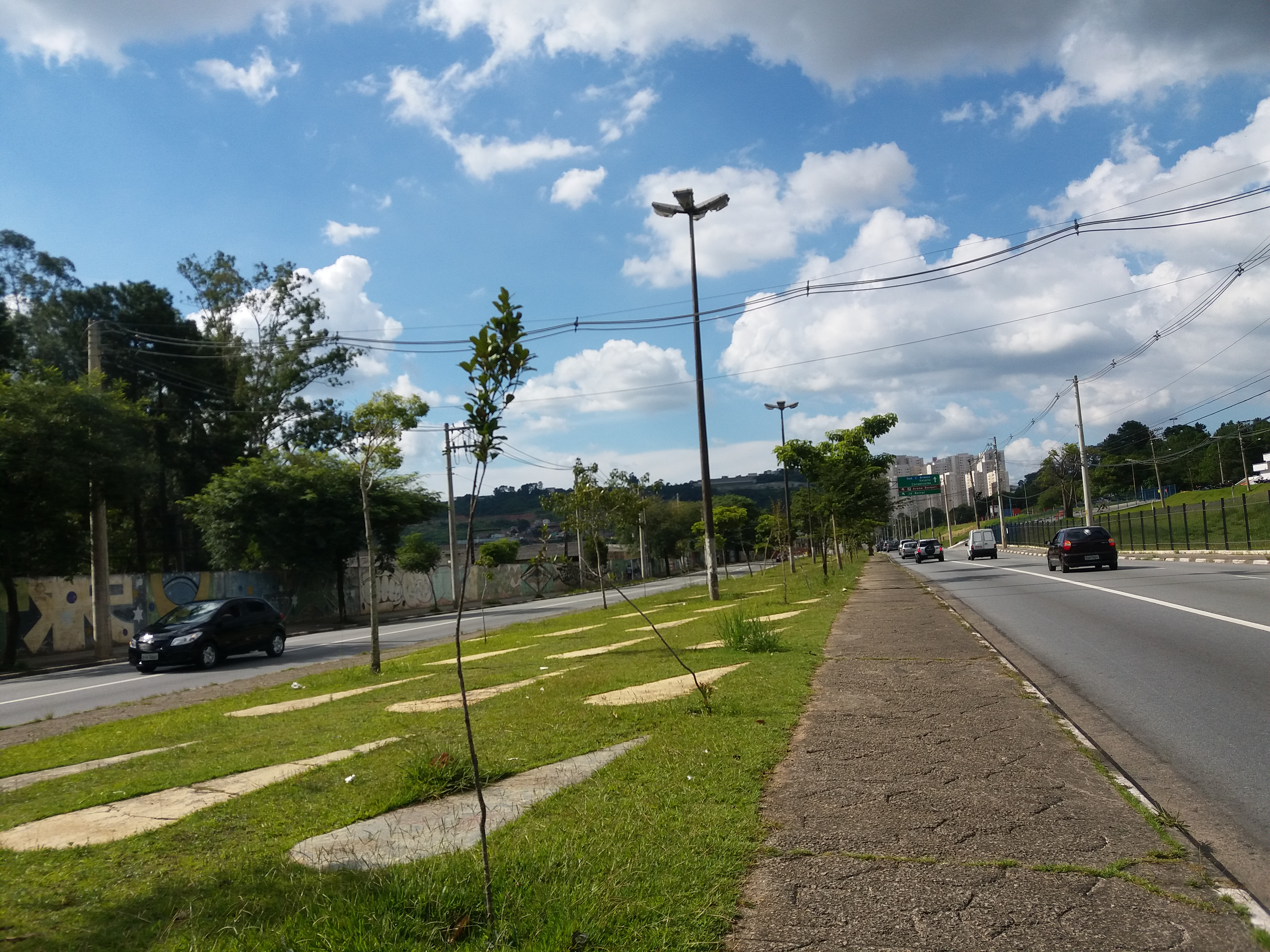
Aspecto do corredor em Barueri
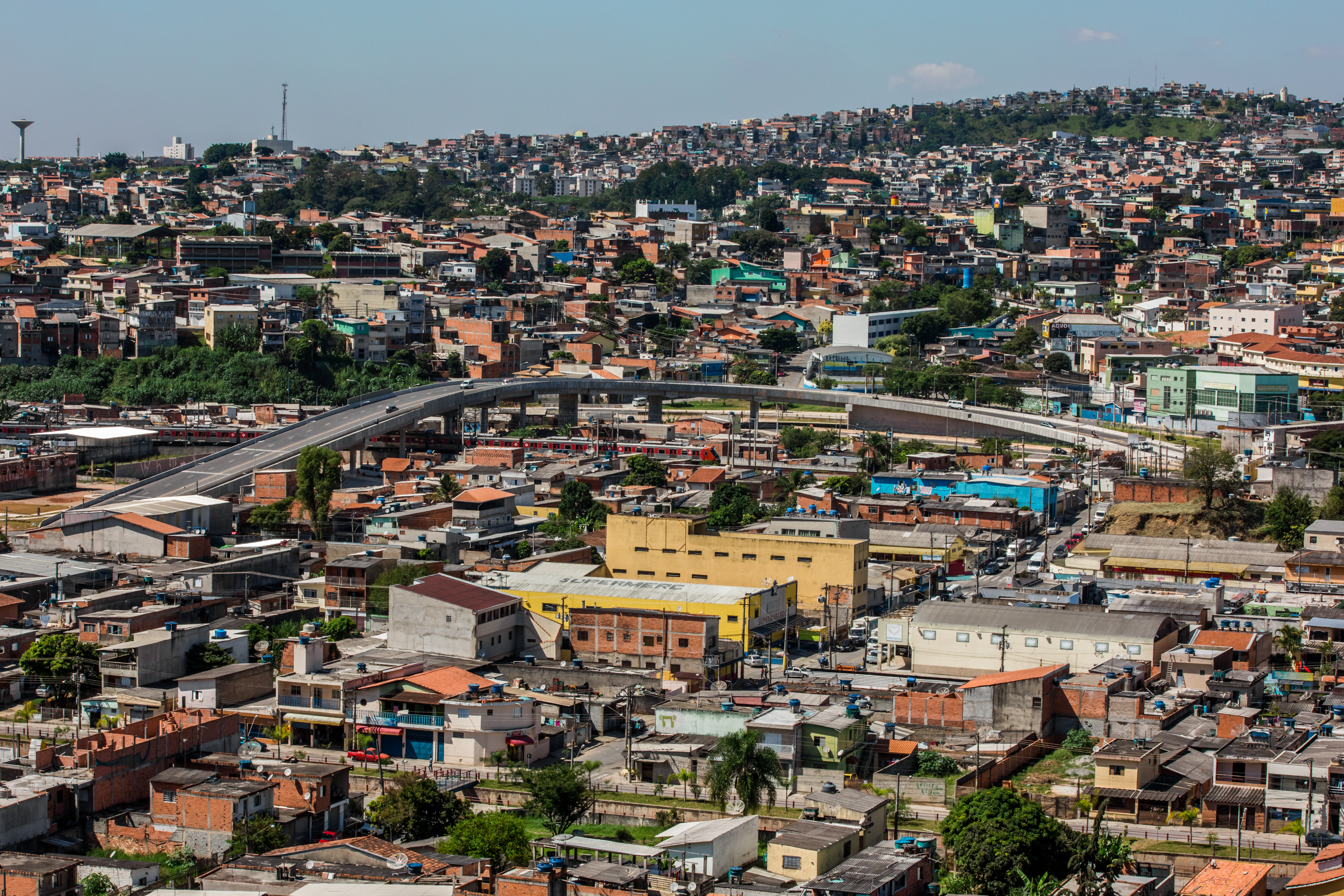
Viaduto Ameríndia, Itapevi, construído como acesso ao corredor
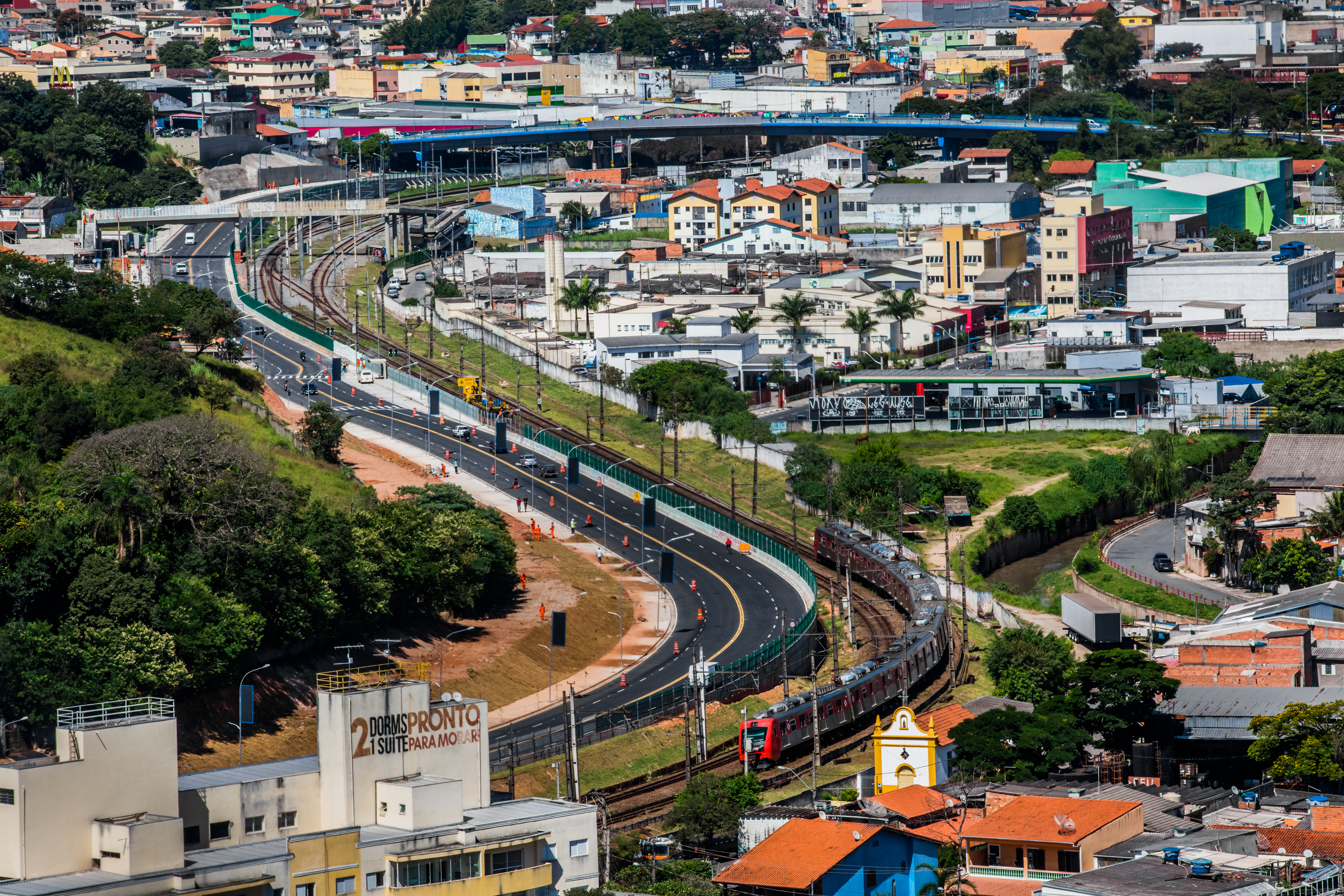
Vista do novo trecho do corredor em Itapevi